# جوشوا سميث (لاعب كرة قدم)
جوشوا سميث (بالإنجليزية: Joshua Smith)‏ (10 مارس 1992 في الولايات المتحدة - ) هو لاعب كرة قدم أمريكي في مركز الدفاع. لعب مع نادي كارلسروه.

## وصلات خارجية
- جوشوا سميث (لاعب كرة قدم) على موقع الدوري الأمريكي (الإنجليزية)
- جوشوا سميث (لاعب كرة قدم) على موقع قاعدة بيانات كرة القدم.إي يو (الإنجليزية)
- جوشوا سميث (لاعب كرة قدم) على موقع Soccerway.com (الإنجليزية)
- جوشوا سميث (لاعب كرة قدم) على موقع عالم كرة القدم.نت (الإنجليزية)